# St. Martin (Moratneustetten)

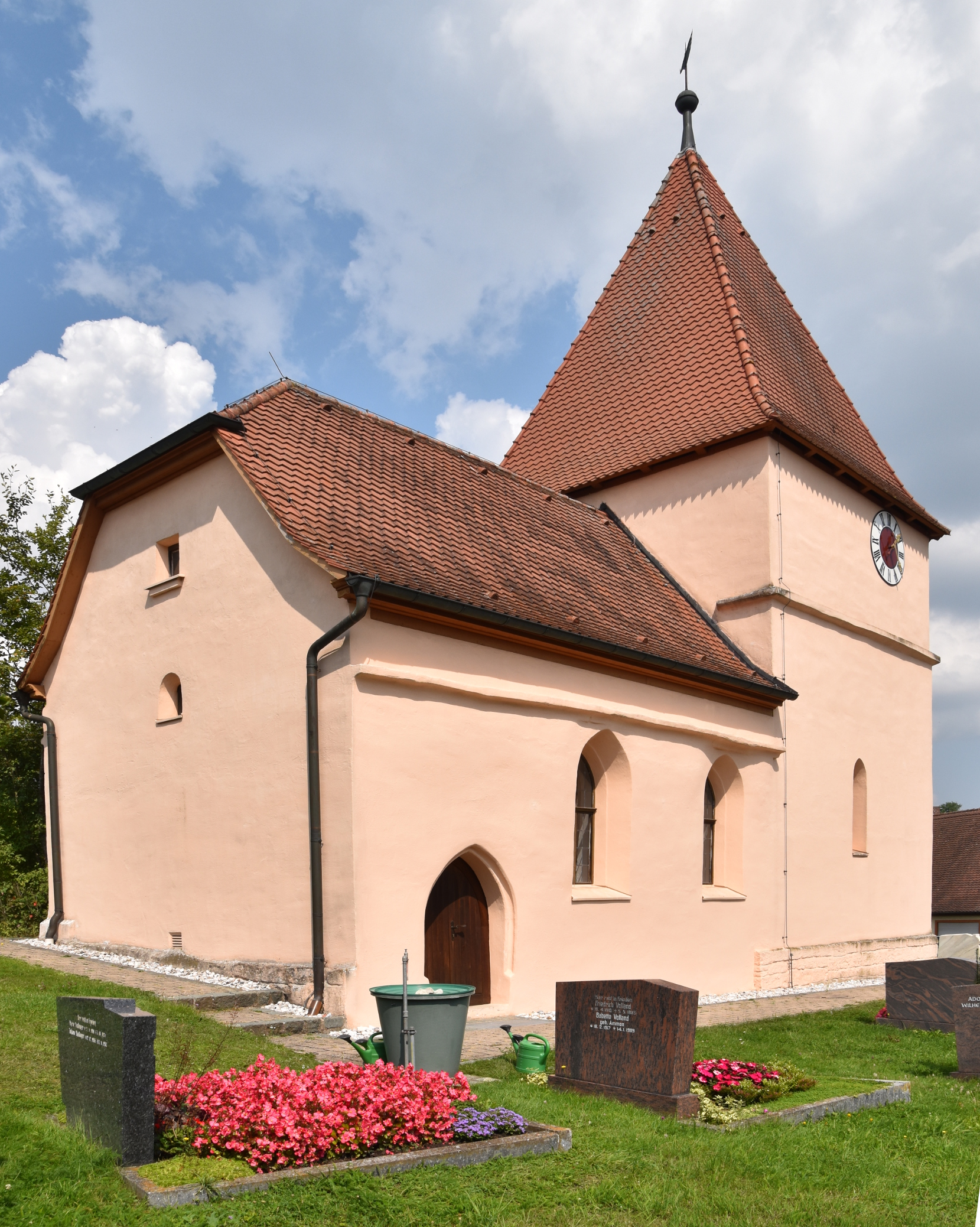
Kirche St. Martin in Moratneustetten nahe Ansbach.

St. Martin ist eine nach dem heiligen Martin von Tours benannte evangelisch-lutherische Kirche in Moratneustetten (Dekanat Ansbach).

## Kirchengemeinde
1451 wird die Kirchengemeinde Moratneustetten erstmals urkundlich erwähnt. Sie gehörte zu diesem Zeitpunkt zu St. Jakob (Weihenzell). Möglicherweise bildete St. Martin einen Pfarrsprengel, zu dem die Orte Gödersklingen, Schmalach und Wüstendorf gehörten. 1503 wurde St. Martin an die Pfarrei St. Johannes (Wernsbach bei Ansbach) abgegeben. Spätestens um 1800 war Moratstetten wieder eine Filiale von Weihenzell. Derzeit hat sie rund 80 Gemeindeglieder im Ort Moratneustetten. Es werden mindestens drei Gottesdienste im Jahr gefeiert, daneben Taufen, Trauungen und Beerdigungen.

## Kirchengebäude
St. Martin ist eine überwiegend aus Quadersteinen erbaute gotische Chorturmkirche des 13./14. Jahrhunderts. Der östlich gelegene Chorturm hat zwei kleine Spitzbogenfenster an der Süd- und Ostseite, ein Glockengeschoss, das von einem vierseitigen Pyramidendach abgeschlossen wird. Der westlich gelegene Saalbau hat ein Halbwalmdach zur Westseite, zwei Spitzbogenfenster und das Spitzbogenportal an der Südseite, ein kleines Rundbogen- und Rechteckfenster direkt übereinander an der Westseite. Sowohl der Saalbau als auch das Glockengeschoss sollen ursprünglich höher gewesen sein und erst durch Renovierungsarbeiten abgetragen worden sein. 1627 wurde um die Kirche herum ein Friedhof angelegt. Die Friedhofsmauer gilt als ehemalige Wehrmauer und ist mit Stützpfeilern versehen.
Der einschiffige Saal hat eine eingezogene flache Holzdecke mit einer Empore an der Nord- und Westseite. Eine Spitzbogenarkade mit Kämpfern an der Ostseite verbindet diesen mit dem Chor. Der Chor hat einen quadratischen Grundriss und wird durch ein Kreuzgewölbe abgeschlossen. Dort steht eine gotische Altarmensa mit einem darüber angebrachten Gemälde des 19. Jahrhunderts, das die Kreuzigungsszene mit Maria, Johannes und Maria Magdalena zeigt. Eine Holzkanzel mit polygonalem Korb und Schalldeckel befindet sich rechts der Spitzbogenarkade. Diese wie auch die Kirchenbänke und Holzemporen stammen wohl aus der Zeit der Renovierungsarbeiten des Jahres 1865.
Eine Besonderheit ist die erste Kirchenglocke, die vermutlich vom Nürnberger Glockengießer Hermann Kessler II oder einem Nachfolger in der zweiten Hälfte des 14. Jahrhunderts gefertigt wurde. Sie hat einen Durchmesser von 43 cm. Die Inschrift lautet: „AVE MARIA GRACIA PLENA DOMINVS TECVM BENEDICTATV INMVLIERIBV(S)“. Die zweite Glocke musste 1942 abgeliefert werden und wurde vermutlich für Kriegszwecke verwendet. Sie wurde 1987 durch eine neue Glocke mit einem Durchmesser 70 cm und einem Gewicht von vier Zentnern ersetzt. Die Inschrift lautet: „SELIG SIND, DIE GOTTES WORT HÖREN UND BEWAHREN“.
Weitere Renovierungen erfolgten 1976 und 1992/93.